# Bundibugyo (district)
Bundibugyo is een district in het westen van Oeganda. Het administratief centrum is de gelijknamige stad Bundibugyo. Bundibugyo telde in 2014 224,387 inwoners en in 2020 naar schatting 263.800 inwoners op een oppervlakte van 848 km². Meer dan 27% van de bevolking woont in stedelijk gebied. Voornaamste talen zijn het Rwamba en het Rutoro.
Het district ligt ten westen van het Rwenzori-gebergte en grenst aan Congo (Kinshasa). Het district is een deel van het koninkrijk Toro en werd opgericht in 1974 als het district Semliki. In 1980 kreeg het zijn huidige naam. In 2010 werd het district opgesplitst.
Het nationaal park Semuliki ligt (deels) in het district.

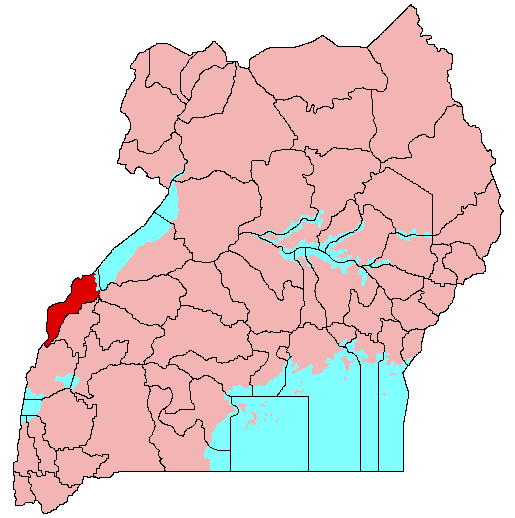
Het district voor het in 2010 werd opgesplitst en het district Ntoroko werd opgericht